# Letras do sol e da lua

Letras do Sol (vermelhas) e letras da Lua (pretas)

Na língua árabe e na língua maltesa, as consoante são divididas em dois grupos, denominados letras do sol ou letras solares (em árabe:  حروف شمسية' ' ḥurūf shamsiyyah' ')  e letras da lua ou  letras lunares  ( حروف قمرية'   ūurūf qamariyyah  ) , com base no fato de assimilação da letra   lām  ( ﻝ   l  )    do artigo definido árabe que a preceda - al- (الـ), o que é uma regra geral importante usada na gramática árabe. Em termos fonéticos, as letras do sol são aquelas pronunciadas como consoantes coronais e as letras da lua são aquelas pronunciadas como outras consoantes.
Esses nomes vêm do fato de que a palavra 'sol', ' al-shams' ', pronunciada' 'ash-shams' ', assimila o' ' lām , enquanto a palavra para 'a lua',   al-qamar , não.

## Regra
Quando seguido por uma letra do sol, o /l/ do artigo definido em árabe   al-  é assimilado à consoante inicial do substantivo a seguir, resultando numa Geminação (consoante duplicada)]. Por exemplo, para "o Nilo", não se diz   al-Nīl,  mas   an-Nīl. 
Quando o artigo definido em árabe ( الْـ) é seguido por uma letra da lua, nenhuma assimilação ocorre.
As letras do sol representam as consoantes coronais de acordo com a fonologia do árabe clássico, e as letras da lua representam todas as outras. As letras do sol e da lua são as seguintes:
| Letras do Sol | ﺕ | ﺙ  | ﺩ  | ﺫ  | ﺭ  | ﺯ | ﺱ  | ﺵ  | ﺹ  | ﺽ  | ﻁ  | ﻅ  | ﻝ | ﻥ |
| Letras do Sol | t | th | d  | dh | r  | z | s  | sh | ṣ  | ḍ  | ṭ  | ẓ  | l | n |
| Letras do Sol | t | θ  | d  | ð  | r  | z | s  | ʃ  | sˤ | dˤ | tˤ | ðˤ | l | n |
|               |   |    |    |    |    |   |    |    |    |    |    |    |   |   |
| Letras da Lua | ء | ﺏ  | ﺝ  | ﺡ  | ﺥ  | ﻉ | ﻍ  | ﻑ  | ﻕ  | ﻙ  | ﻡ  | ﻭ  | ﻱ | ه |
| Letras da Lua | ʼ | b  | j  | ḥ  | kh | ʻ | gh | f  | q  | k  | m  | w  | y | h |
| Letras da Lua | ʔ | b  | d͡ʒ | ħ  | x  | ʕ | ɣ  | f  | q  | k  | m  | w  | j | h |

Jīm
A letra   ج   jīm  é pronunciada de maneira diferente, dependendo da região do interlocutor, representando uma consoante coronal como { {IPAblink | d͡ʒ}} e [ʒ] ou [ɡ] e [ɟ] (no Egito, no Sudão, em [[Iêmen] ] / Omã). No entanto, em árabe clássico, essa representava uma palatização velar sonora {IPA | / ɡʲ /}} ou uma plosiva palatal {IPAslink | ɟ}. Como resultado, foi classificada como uma letra da lua e nunca assimila o artigo.

## Ortografia
Na linguagem escrita, o  ال   al-  é retido independentemente de como seja pronunciado. Quando se usam diacríticos completos, a assimilação pode ser expressa colocando um    shaddah  na consoante após o  lām . A não assimilação pode ser expressa colocando um    sukūn]  sobre o  lām .
A maioria dos nomes árabes escritos modernos (incluindo nomes pessoais e nomes árabes geográficos) não seguem a regra de assimilação consoante ou o shaddah quando latinizados em idiomas escritos em latim. Às vezes, as regras do sol e da lua não são seguidas no discurso casual.
Por exemplo. nome próprio:  الرَّحْمَن  <! - esta palavras não estar sozinha com ALEF. é excepcional -> - Al-Rahman em vez de  "Ar-Raḥmān" ;
nome geográfico: الْجُمْهُورِيَّةُ التُّونِسِيَّة  - Al-Jumhuriyah Al-Tunisiyah em vez de  "al-Jumhūrīyatu 't-Tūnisīyah".
| Letras do Sol | Letras do Sol | Letras do Sol | Letras da Lua | Letras da Lua | Letras da Lua |
| ------------- | ------------- | ------------- | ------------- | ------------- | ------------- |
| الشَّمْس         | ash-shams     | 'o sol'       | الْقَمَر         | al-qamar      | 'a luaa '     |
| الثِّقَة         | ath-thiqah    | 'a confiança' | الْمُرْجَان       | al-murjān     | 'o coral'     |

| Letras Sol/Lua (حروف شمسية - ḥurūf shamsīyah) [caso: concorda com artigo definido] | Letras Sol/Lua (حروف شمسية - ḥurūf shamsīyah) [caso: concorda com artigo definido] | Letras Sol/Lua (حروف شمسية - ḥurūf shamsīyah) [caso: concorda com artigo definido] | Letras Sol/Lua (حروف شمسية - ḥurūf shamsīyah) [caso: concorda com artigo definido] |  | Letras Sol/Lua (حروف قمرية - ḥurūf qamarīyah) [caso: não concorda com artigo definido] | Letras Sol/Lua (حروف قمرية - ḥurūf qamarīyah) [caso: não concorda com artigo definido] | Letras Sol/Lua (حروف قمرية - ḥurūf qamarīyah) [caso: não concorda com artigo definido] | Letras Sol/Lua (حروف قمرية - ḥurūf qamarīyah) [caso: não concorda com artigo definido] |
| Letra                                                                              | IPA                                                                                | Assimilação de "lām" no artigo defenido "al" Junto com haddah (الْـّ)                | Exemplos                                                                           |  | Letra                                                                                  | IPA                                                                                    | NÃO Assimilação de "lām" no artigo defenido "al" (الْـ)                                 | Exemplos                                                                               |
| ت t                                                                                | /t/                                                                                | − التّـ ’at-t...                                                                    | التِّينُ at-tīn(u) = o figo                                                           |  | ء ʼ                                                                                    | /ʔ/                                                                                    | − الْإـ, الْأـ al-’a.../ al-’u...; al-’i...                                              | الْأَخُ al-ʼakh(u) = o irmão الْأُذُنُ al-’udhun(u) =o ouvido الْإِبْرِيقُ al-’ibrīq(u) = o jarro  |
| ث th                                                                               | /θ/                                                                                | − الثّـ ath-th...                                                                   | الثَّعْلَبُ ath-tha‘lab(u) = a raposa                                                   |  | ب b                                                                                    | /b/                                                                                    | − الْبـ al-b...                                                                         | الْبَيتُ al-bayt(u) = a casa                                                              |
| د d                                                                                | /d/                                                                                | −الدّ ’ad-d...                                                                      | الدُّبُّ ad-dubb(u) = o urso                                                           |  | ج j                                                                                    | /d͡ʒ/                                                                                   | − الْجـ al-j...                                                                         | الْجَوزُ al-jawz(u) = a noz                                                               |
| ذ dh                                                                               | /ð/                                                                                | −الذّ adh-dh...                                                                     | الذَّكَرُ adh-dhakar(u) = o homem, macho                                               |  | ح ḥ                                                                                    | /ħ/                                                                                    | − الْحـ al-ḥ...                                                                         | الْحَجُّ al-Ḥajj(u) =a peregrinação (Haji)                                                 |
| ر r                                                                                | /r/                                                                                | −الرّ ar-r...                                                                       | الرَّبُّ ar-Rabb(u) = o Senhor (Allah)                                                 |  | خ kh                                                                                   | /x/                                                                                    | − الْخـ al-kh...                                                                        | الْخَوْخُ al-khawkh(u) =o pêssego                                                          |
| ز z                                                                                | /z/                                                                                | −الزّ az-z...                                                                       | الزَّنْبَقُ az-zanbaq(u) = o lírio                                                      |  | ع ʻ                                                                                    | /ʕ/                                                                                    | − الْعـ al-‘a.../ al-‘u.../ al-‘i...                                                    | الْعَقْلُ al-‘aql(u) = a mente الْعُشْبُ al-‘ush•b(u) = a grama الْعِيدُ al-‘id(u) = o festival   |
| س s                                                                                | /s/                                                                                | − السّـ as-s...                                                                     | السَّمَاوَاتُ as-samāwāt(u) = o céu, firmamento, paraíso                                |  | غ gh                                                                                   | /ɣ/                                                                                    | − الْغـ al-gh...                                                                        | الْغَرَامُ al-gharām(u) = to amor (romântico)                                              |
| ش sh                                                                               | /ʃ/                                                                                | − الشّـ ash-sh...                                                                   | الشَّرْقُ ash-shar•q(u) = o leste                                                      |  | ف f                                                                                    | /f/                                                                                    | − الْفـ al-f...                                                                         | الْفِكْرُ al-fik•r(u) = o pensamento                                                       |
| ص ṣ                                                                                | /sˤ/                                                                               | − الصّـ aṣ-ṣ...                                                                     | الصَّحْرَاءُ aṣ-ṣaḥ•rāʼ(u) = o deserto                                                  |  | ق q                                                                                    | /q/                                                                                    | − الْقـ al-q...                                                                         | الْقِرْدُ al-qir•d(u) = o macaco                                                           |
| ض ḍ                                                                                | /dˤ/                                                                               | − الضّـ aḍ-ḍ...                                                                     | الضَّبَابُ aḍ-ḍabāb(u) = a neblina                                                     |  | ك k                                                                                    | /k/                                                                                    | − الْكـ al-k...                                                                         | الْكَوْكَبُ al-kawkab(u) = o planeta                                                        |
| ط ṭ                                                                                | /tˤ/                                                                               | − الطّـ aṭ-ṭ...                                                                     | الطَّاهِرُ aṭ-ṭāhir(u) = o puro                                                        |  | م m                                                                                    | /m/                                                                                    | − الْمـ al-m...                                                                         | الْمَتْحَفُ al-mat•ḥaf(u) = o museu                                                         |
| ظ ẓ                                                                                | /ðˤ/                                                                               | − الظّـ aẓ-ẓ...                                                                     | الظُّهْرُ aẓ-ẓuh•r(u) =a meia-noite                                                    |  | و w                                                                                    | /w/                                                                                    | −الْو al-w...                                                                           | الْوَفِيَُ al-wafiyy(u) = o fiel                                                            |
| ل l                                                                                | /l/                                                                                | − اللّـ al-l...                                                                     | اللَّوْنُ al-lawn(u) = a cor                                                           |  | ي y                                                                                    | /j/                                                                                    | − الْيـ al-y...                                                                         | الْيَانْسُونُ al-yānsūn(u) = o anis                                                         |
| ن n                                                                                | /n/                                                                                | − النّـ an-n...                                                                     | النِّسَاءُ an-nisāʼ(u) = a mulher                                                      |  | ه h                                                                                    | /h/                                                                                    | − الْهـ al-h...                                                                         | الْهَوَاءُ al-hawāʼ(u) = o ar, o beijo da vida                                             |